# CSP Limoges
O CSP Limoges (Cercle Saint-Pierre Limoges) é um clube profissional de basquetebol sediado na cidade de Limoges, França que atualmente disputa a Élite e a EuroCopa. Foi fundado em 1929 e é o único clube francês que venceu a Euroliga .

## Títulos[2]
- 1 Euroliga: 1992-93
- 11 Ligas francesas: 1982-83, 1983-84, 1984-85, 1987-88, 1988-89, 1989-90, 1992-93, 1993-94, 1999-00, 2013-14, 2014-15
- 6 Copas da França: 1982, 1983, 1985, 1994, 1995, 2000